# Johnny Gargano
John Anthony Nicholas "Johnny" Gargano (n. 14 august 1987, Cleveland, Ohio, SUA) este un wrestler american, care lucrează pentru WWE. Gargano a lucrat la unele dintre principalele promoții ale circuitului independent american; incluzând Absolute Intense Wrestling, Chikara, Dragon Gate SUA, PROGRESS Wrestling, Evolve Wrestling și Pro Wrestling Ohio.
Printre realizările sale, a deținut o dată Campionatul Nord-American din NXT, o dată Campionatele pe echipe din NXT alături de Tommaso Ciampa și odată Campionatul NXT, ceea ce îl face primul campion Triple Crown Championship din NXT.

## Carieră

### Primii ani
Gargano și-a făcut debutul profesional în 2005, Gargano și-a numit „lucharesu” stilul său de luptă, o formă de wrestling britanic, wrestling și puroresu. A avut începuturile sale în CAPW, a avut un dark match cu Jay Lethal la Nonstop Action Wrestling, a doua zi a pierdut în fața lui Eric Young. În august 2008, la Ring of Honor, a avut o luptă cu Sami Callihan, apoi un medic i-a spus că are o lovitură foarte puternică la spate și i-a spus lui Gargano să-și decidă viitorul, dar după 6 luni s-a întors în patrulatere.

### WWE NXT (2015-prezent)

#### 2015
În iunie 2015, Gargano a participat la o tabără de tuning WWE, și a luptat și în înregistrările NXT din 18 iunie, pierzând în fața lui Apollo Crews. Deși nu a semnat cu WWE, Gargano a continuat să facă apariții NXT în următoarele luni. În special, s-a asociat cu Tommaso Ciampa în turneul Dusty Rhodes Tag Team Classic, învingând echipa formată din Bull Dempsey și Tyler Breeze în lupta lor din prima rundă în episodul din 9 septembrie. Au fost eliminați din turneu de către Baron Corbin și Rhyno în episodul din 16 septembrie.

#### 2016-2017
Gargano a continuat să lucreze pentru NXT la începutul anului 2016, pierzând în fața lui Samoa Joe în evenimentul principal al episodului din 20 ianuarie. În episodul din 23 martie al NXT, Gargano a obținut rapid prima victorie asupra lui Elias Samson printr-un Roll Up. Pe 2 aprilie, s-a confirmat că Gargano a semnat cu WWE la începutul acelei săptămâni. Pe 23 iunie, Gargano a intrat în turneul WWE Cruiserweight Classic, învingându-l pe colegul său de echipă Tommaso Ciampa în prima rundă. Pe 14 iulie, Gargano a fost eliminat din turneu de către T.J. Perkins. Pe 21 iulie, a fost raportat că Gargano a semnat un nou contract NXT cu normă întreagă, ceea ce îl va împiedica să ia mai multe date independente. Pe 20 august la NXT TakeOver Brooklyn II, Gargano și Ciampa i-au învins pe The Revival (Dash Wilder și Scott Dawson) pentru Campionatele pe echipe din NXT.
La episodul de Raw din 5 septembrie, a fost anunțat că Gargano va face parte din diviziunea cruiserweight a mărcii Raw. La NXT: Takeover Brooklyn II s-a luptat alături de Tommaso Ciampa pentru Campionatele pe echipe din NXT împotriva The Revival, neputând câștiga. Dar la NXT Takeover: Toronto a obținut în sfârșit campionatele învingând The Revival într-un meci 2-out-of-3 Falls Match.
La NXT Takeover: Chicago, a fost atacat brutal de către coechipierul său de până atunci, Tommaso Ciampa, încheind astfel echipa sa, #DIY.
Pe 29 noiembrie, Gargano l-a învins pe Kassius Ohno într-un meci de calificare pentru a participa într-un Fatal 4-Way match, unde i-a învins pe Aleister Black, Killian Dain și Lars Sullivan pentru a deveni candidatul numărul unu pentru Campionatul NXT a lui Almas.

### 2018
La NXT TakeOver: Philadelphia, Gargano nu a reușit să câștige Campionatul NXT de la Andrade "Cien" Almas. După luptă, Ciampa l-a atacat din nou pe Gargano din spate cu o cârjă. Lupta lui Gargano cu Almas la NXT TakeOver: Philadelphia a fost extrem de apreciată și a câștigat cinci stele de la reporterul de la Wrestling Observer Newsletter, Dave Meltzer, devenind prima luptă din istoria NXT care a primit o calificare de cinci stele, precum și în WWE al șaselea în general și primul de la John Cena vs. CM Punk la evenimentul Money in the Bank 2011.
În episodul de NXT din 14 februarie, Gargano l-a provocat pe Almas la o revanșă pentru Campionatul NXT, pe care Almas a acceptat-o, cu avertismentul că Gargano va părăsi NXT dacă va pierde; Gargano a acceptat. Săptămâna următoare, Gargano nu a putut câștiga titlul după interferența lui Tommaso Ciampa, forțându-l să părăsească NXT.
La NXT Takeover: New Orleans, Gargano l-a învins pe Ciampa pentru a-și recupera munca. Această luptă a fost premiată de Dave Meltzer cu o calificare de 5 stele, fiind a treia din istoria NXT și a opta în WWE.
În episodul de NXT din 25 aprilie, Gargano a fost atacat din nou de Ciampa când își făcea intrarea pentru lupta sa pentru Campionatul NXT împotriva lui Aleister Black, ceea ce a condus la un meci Chicago Street Fight la NXT TakeOver: Chicago II, pe care l-a câștigat Ciampa.

## În Wrestling

### Manevre de final
- Crosston Crab
- Gargano Escape
- Hurts Donut / Uniquely You
- Swinging reverse STO
- Slingshot DDT

### Manevre semnătură
- Baby Ace Crusher
- Double high knee
- Double knee backbreaker
- Slingshot spear
- You're Dead / Lawn Dart